# Aenictus arya
Aenictus arya är en myrart som beskrevs av Auguste-Henri Forel 1901. Aenictus arya ingår i släktet Aenictus och familjen myror. Inga underarter finns listade i Catalogue of Life.